# Berislav Šipuš
Berislav Šipuš (ur. 14 maja 1958 w Zagrzebiu) – chorwacki dyrygent, kompozytor i nauczyciel akademicki, profesor, w latach 2011–2015 wiceminister kultury, od 2015 do 2016 minister kultury.

## Życiorys
Studiował historię sztuki na Uniwersytecie w Zagrzebiu. W 1987 ukończył kompozycję na Akademii Muzycznej w Zagrzebiu. Kształcił się również w Udine i Paryżu, uczeń kompozytorów François-Bernarda Mâche i Iannisa Xenakisa, a także dyrygenta Milana Horvata. Pracował jako pianista w balecie Chorwackiego Teatru Narodowego i nauczyciel teorii muzyki w szkole muzycznej w Zagrzebiu. W 1989 nawiązał współpracę z Teatro alla Scala w Mediolanie, był pianistą i akompaniatorem oraz dyrygentem w przedstawieniach baletowych. W 1988 został wykładowcą w Akademii Muzycznej w Zagrzebiu, w 2009 uzyskał pełną profesurę.
W latach 1997–2011 zajmował stanowisko dyrektora artystycznego festiwalu muzycznego Muzički Biennale Zagreb. Od 2001 do 2005 pełnił funkcję dyrektora Orkiestry Filharmonii Zagrzebskiej. Zainicjował utworzenie w 2001 zespołu Cantus Ansambl. W latach 2009–2011 był dyrektorem artystycznym festiwalu muzyki klasycznej Osorske Glazbene Večeri. W 2012 został członkiem korespondentem Chorwackiej Akademii Nauki i Sztuki. Autor licznych kompozycji, m.in. koncertów.
W grudniu 2011 objął stanowisko wiceministra kultury. W kwietniu 2015 powołany na ministra kultury w rządzie Zorana Milanovicia. Urząd ten sprawował do stycznia 2016.
Odznaczony m.in. Orderem Chorwackiej Jutrzenki, wyróżniony nagrodą Nagrada Vladimir Nazor.